# Karl Jacoby
Karl Jacoby, né en 1965, est un historien américain spécialiste des États-Unis à l'époque contemporaine. Il enseigne depuis 2012 à l'université Columbia. 
Son œuvre s'inscrit dans le courant de la « borderlands history » (ou histoire des marges) où les régions frontalières (telle celle entre le Mexique et les États-Unis) sont mis en avant comme objets d'études des sciences sociales. 

## Biographie
Diplômé de l'université Brown en 1987, Karl Jacoby a ensuite rejoint l'université Yale où il a soutenu, en 1997, un doctorat en histoire américaine. Sa thèse portait alors sur l'histoire des parcs nationaux américains (dans une approche sociale et politique). Ce travail a donné lieu à la parution, en 2001, de Crimes against nature, traduit en français (en 2021) sous le titre de Crimes contre la nature.
En 2019, une journée d'étude lui est consacré par l'EHESS, fait rare pour un historien vivant.

## Travaux

### Histoire des parcs nationaux américains

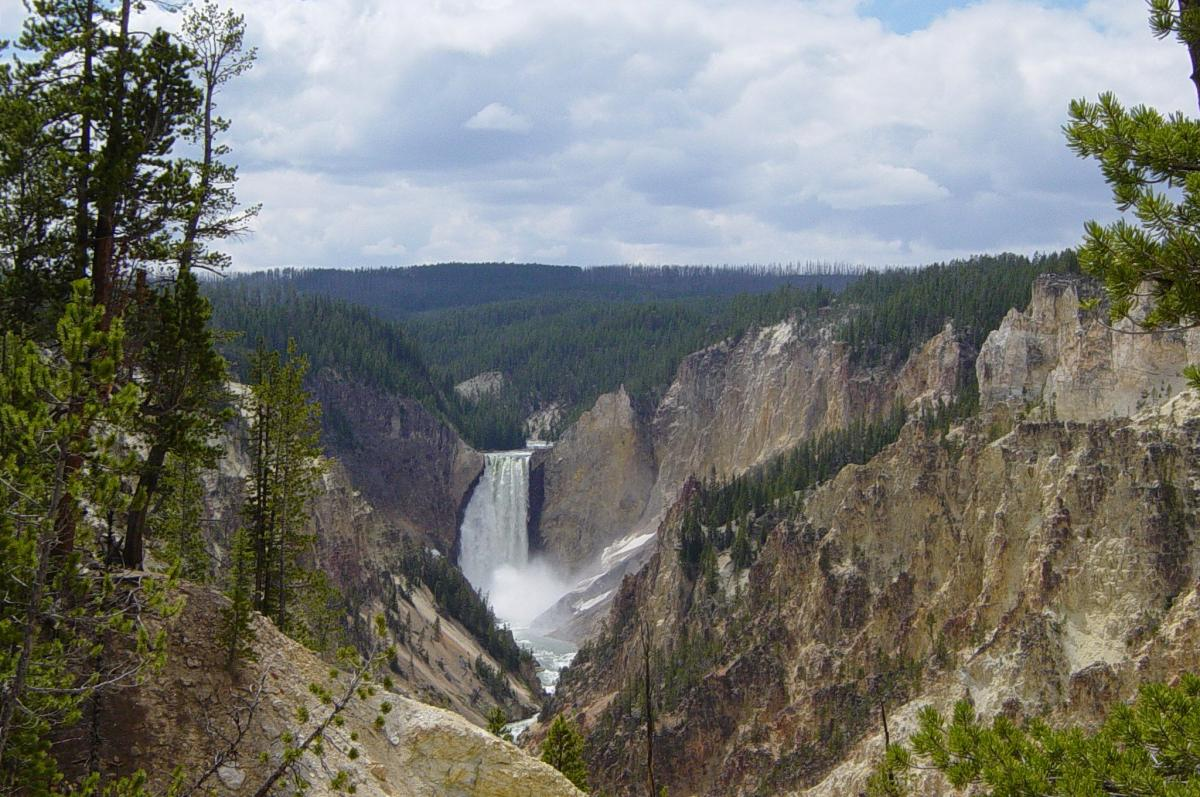
Lower Falls, les chutes de la rivière Yellowstone.

Pour étudier les parcs nationaux des États-Unis, Karl Jacoby a étudié les archives des autorités conservationnistes, des revues de chasseurs et d'amateurs de la nature, la presse locale et les comptes-rendus des procès. 
L'auteur revient sur la création, en 1872, du parc de Yellowstone, qui avait alors une fonction de « laboratoire » pour le développement des politiques de protection de la nature. Cette protection s'est alors accompagnée de nouvelles législations qui n'autorisaient plus les populations locales à pêcher, chasser, collecter du bois ou encore d'établir leurs campements ou habitats. Ce qui a concerné à la fois des Amérindiens et des ruraux blancs. 
Karl Jacoby revient sur la dimension conflictuelle des créations des parcs nationaux, où des activités traditionnelles ont été transformées en vol, braconnage ou squat. Avec, parfois, le recours de l'armée pour faire respecter les nouvelles législations. 

### Massacre de Camp Grant
Le deuxième livre publié par Karl Jocaby porte sur le massacre de Camp Grant, survenu le 30 avril 1871 en Arizona. Dans cette région qui fait partie du territoire américain depuis 1853, une troupe composée d'Amérindiens O’odhams, d'Anglo-Américains et de Mexicains ont massacré un campement apache faisant près de 150 morts, principalement des enfants et des femmes. Les hommes étant, ce matin-là, majoritairement absents du camp. 
Ce massacre correspond à une sorte « d'expédition punitive à la suite de nombreux vols de bétail et d’escarmouches » dont les Apaches étaient accusés. Effectivement, ce groupe avait alors fonction d'ennemi commun dans la région et l'occasion d'action commune entre colons anglo-américains et O'odham. Karl Jacoby montre que ce drame correspond à un moment où les intérêts des différents massacreurs ont convergé vers la désignation des Apaches comme ennemis communs.  
Le récit des faits prend une place très faible dans l'ouvrage qui étudie davantage les « histoires croisées » des quatre groupes d'acteurs : O'odhams, Apaches, Mexicains et Américains. Avec ce projet, l'historien montre que l'implantation des colons fut progressive et que les groupes, en se rencontrant, s'hybrident et se recomposent. Ainsi, la lecture de l'histoire de cette région avec des groupes étanches et des frontières nettes ne fonctionne plus. Par exemple, Karl Jacoby explique que les O'odhams avaient déjà « des arches, des croix et autres artefacts » lorsque les premiers missionnaires chrétiens ont rencontré ces communautés, et que certains parlaient déjà l'espagnol. La circulation des objets et des idées ayant été plus rapide que celle des colons.  Karl Jacoby décrit également l'adoption des pratiques amérindiennes par les colons. Par exemple la pratique du scalp sur les ennemis.

## Distinctions
- Grand prix des Rendez-vous de l'histoire - 2014

## Ouvrages

### Versions originales
- (en) Crimes against nature : Squatters, poachers, thieves, and the hidden history of American conservation, Berkeley, University of California, 2003, 311 p. (ISBN 978-0-520-23909-8)
- (en) Shadows at dawn : A borderlands massacre and the violence of history, New York, The Penguin Press, 2008, 358 p. (ISBN 978-1-59420-193-6)
- (en) The strange career of William Ellis : The Texas slave who became a Mexican millionaire, New York, W.W. Norton & Company, 2016, 304 p. (ISBN 978-0-393-23925-6)

### Traductions françaises
- Des ombres à l'aube : un massacre d'Apaches et la violence de l'histoire  (trad. Frédéric Cotton), Toulouse, Anacharsis, 2013, 405 p. (ISBN 978-2-914777-988)
- L'esclave qui devint millionnaire : les vies extraordinaires de William Ellis  (trad. Frédéric Cotton), Toulouse, Anacharsis, 2018, 425 p. (ISBN 979-10-92011-62-3)
- Crimes contre la nature : voleurs, squatters et braconniers : l'histoire cachée de la conservation de la nature aux États-Unis  (trad. Frédéric Cotton), Toulouse, Anacharsis, 2021, 441 p. (ISBN 979-10-279-0407-5)